# Oliver H. P. Garrett
Pour les articles homonymes, voir Garrett.
Oliver H. P. Garrett est un scénariste américain né le 6 mai 1894 à New Bedford et mort le 22 février 1952 à New York.

## Filmographie partielle
- 1928 : Tu ne tueras pas ! (Ladies of the Mob) de William A. Wellman
- 1929 : Quartier chinois (Chinatown Nights) de William A. Wellman
- 1930 : Moby Dick de Lloyd Bacon
- 1930 : For the Defense de John Cromwell
- 1931 : Les Carrefours de la ville de Rouben Mamoulian
- 1931 : L'Ange blanc de William A. Wellman
- 1931 : Scandal Sheet de John Cromwell
- 1931 : The Vice Squad de John Cromwell
- 1932 : Le Revenant de Berthold Viertel
- 1932 : L'Adieu aux armes de Frank Borzage
- 1932 : Le Monde et la Chair (The World and the Flesh) de John Cromwell
- 1933 : La Déchéance de miss Drake de Stephen Roberts
- 1933 : Vol de nuit de Clarence Brown
- 1934 : L'Ennemi public nº 1 de W. S. Van Dyke
- 1935 : Gosse de riche de Tay Garnett
- 1937 : Her Husband Lies d'Edward Ludwig
- 1937 : The Hurricane de John Ford
- 1939 : Dans une pauvre petite rue (...One Third of a Nation...) de Dudley Murphy
- 1941 : Underground de Vincent Sherman
- 1943 : Perdue sous les tropiques de Lothar Mendes
- 1946 : Duel au soleil de King Vidor
- 1947 : En marge de l'enquête de John Cromwell